# 제47회 애니상
제47회 애니상은 2020년 1월 25일에 열린 시상식이다.

## 수상 및 후보

### 최우수 장편 애니메이션
- 클라우스 - 서지오 파블로스 외 1명 수상
- 겨울왕국 2 - 크리스 벅 외 1명
- 드래곤 길들이기 3 - 딘 데블로이스
- 잃어버린 세계를 찾아서 - 크리스 버틀러
- 토이 스토리 4 - 조시 쿨리

### 최우수 독립 장편 애니메이션
- 내 몸이 사라졌다 - 제레미 클라핀 수상
- 부뉴엘 인 더 라비린스 오브 더 터틀스 - 살바도르 시모
- 옷코는 초등학생 사장님! - 코사카 키타로
- 프로메어 - 이마이시 히로유키
- 날씨의 아이 - 신카이 마코토

### 최우수 단편 애니메이션
- 토마스 삼촌 : 일상의 회계 - 레지나 페소아 수상
- 산성비 - 토마시 포파쿨
- 몰라요 - 토마스 레놀드너
- 나, 담배 사러 나가 - 오스만 세르폰
- Purpleboy - 알렉상드르 시쿠에이라

### 최우수 프로덕션
- How to Train Your Dragon Homecoming
- Guava Island 'Titles and Prologue'
- Infinity Train 'The Perennial Child'
- SpongeBob SquarePants 'SpongeBob’s Big Birthday Blowout”
- 조그

### 최우수 VR
- 본파이어 - 에릭 다넬 수상
- 글루미 아이즈 - 호르게 테레소 외 1명
- Kaiju Confidential - 에단 샤프텔

### 최우수 TV광고
- The Mystical Journey of Jimmy Page’s ‘59 Telecaster
- Dove Self-Esteem Project x Steven Universe: “Social Media”
- Fortnite Season 7 Launch Spot

### 최우수 애니메이션 효과상
- 겨울왕국 2 - Benjamin Fiske 외 4명 수상
- 스노우몬스터 - Amaury Aubel 외 4명
- 잃어버린 세계를 찾아서 - Eric Wachtman 외 4명
- 토이 스토리 4 - Alexis Angelidis 외 4명
- 날씨의 아이 - Hidetsugu Ito 외 3명

### TV 프로덕션 유아부문 최우수상
- Ask the Storybots
- Elena of Avalor
- Let's Go Luna!
- Norman Picklestripes
- Xavier Riddle and the Secret Museum

### TV 프로덕션 어린이부문 최우수상
- Disney Mickey Mouse
- Niko and the Sword
- Rise of the Teenage Mutant Ninja Turtles
- Tales of Arcadia: 3Below
- The Tom and Jerry Show

### TV 프로덕션 최우수상
- BoJack Horseman
- Big Mouth
- Harley Quinn
- Tuca & Bertie
- Undone

### 최우수 학생 애니메이션
- 여우와 비둘기 - 미셸 추아 외 10명 수상
- Con Fuerza - Andres Eduardo
- 그라베다드 - 마티세 곤잘레스
- Un diable dans la poche - 마틸다 루베 외 1명

### TV 프로덕션: 애니메이션 효과상
- Love, Death & Robots - Viktor Nemeth 외 3명 수상
- How to Train Your Dragon Homecoming - Manuel Reyes Halaby 외 4명
- My Moon - Natan Moura 외 1명
- Star Wars Galaxy of Adventures - Araiza Tokumasu Naoki
- Tales of Arcadia: 3Below - Greg Lev 외 3명

### TV 애니메이션: 캐릭터 애니메이션상
- His Dark Materials - Aulo Licinio 수상
- Ask the Storybots - Chris O'Hara
- Disney Rapunzel's Tangled Adventure - Juliane Martin
- How to Train Your Dragon Homecoming - Andrew Muir
- Robot Chicken - Scott DaRos

### 장편 애니메이션: 캐릭터 애니메이션상
- 클라우스 - Sergio Martins 수상
- 겨울왕국 2 - Andrew Ford
- 드래곤 길들이기 3 - Dane Stogner
- 드래곤 길들이기 3 - Rani Naamani
- 잃어버린 세계를 찾아서 - Rachelle Lambden

### 실사 촬영: 캐릭터 애니메이션상
- 어벤져스: 엔드게임 - Sidney Kombo-Kintombo 외 4명 수상
- 알리타: 배틀 엔젤 - Michael Cozens 외 4명
- Game of Thrones - Season 8 Episode 3 'The Long Night' - Dance of the Dragons - Jason Snyman 외 4명
- 명탐정 피카츄 - Dale Newton 외 4명
- 스파이더맨: 파 프롬 홈 - Joakim Riedinger

### 비디오 게임: 캐릭터 애니메이션상
- Unruly Heroes - Sebastien Parodi 외 1명 수상
- Gears 5 - Cinematic Animation - Brian Whitmire
- KINGDOM HEARTS III - Munenori Shinagawa 외 3명
- Sinclair Snake: Museum Mischief - Tommy Rodricks 외 2명

### TV 애니메이션: 캐릭터 디자인상
- Carmen Sandiego - Keiko Murayama 수상
- DC Super Hero Girls - Lauren Faust
- T.O.T.S. - John Jagusak
- The Adventures of Rocky and Bullwinkle - Chris Mitchell
- Victor and Valentino - Fabien Mense

### 장편 애니메이션: 캐릭터 디자인상
- 클라우스 - Torsten Schrank 수상
- 스노우몬스터 - Nico Marlet
- 겨울왕국 2 - 빌 슈왑
- 스파이 지니어스 - Jose Manuel Fernandez Oli
- 아담스 패밀리 - Craig Kellman

### TV 애니메이션: 감독상
- Disney Mickey Mouse - Alonso Ramirez Ramos 수상
- Ask the Storybots - Jeff Gill
- DC Super Hero Girls - Natalie Wetzig
- Rilakkuma & Kaoru - Masahito Kobayashi
- Ultraman - Kenji Kamiyama f

### 장편 애니메이션: 감독상
- 클라우스 - 서지오 파블로스 수상
- 겨울왕국 2 - 크리스 벅 외 1명
- 내 몸이 사라졌다 - 제레미 클라핀
- 잃어버린 세계를 찾아서 - 크리스 버틀러
- 날씨의 아이 - 신카이 마코토

### TV 애니메이션: 음악상
- Love, Death & Robots - Rob Cairns 수상
- Carmen Sandiego - Jared Lee Gosselin 외 2명
- Seis Manos - Carl Thiel
- She-Ra and the Princesses of Power - Sunna Wehrmeijer
- The Tom and Jerry Show - Vivek Maddala

### 장편 애니메이션: 음악상
- 내 몸이 사라졌다 - 댄 레비 수상
- 어웨이 - 긴츠 질발로디스
- 겨울왕국 2 - 크리스토퍼 벡 외 3명
- 스파이 지니어스 - 테오도르 샤피로 외 1명
- 토이 스토리 4 - 랜디 뉴먼

### TV 애니메이션: 미술상
- Love, Death & Robots - Alberto Mielgo 수상
- Carmen Sandiego - Eastwood Wong 외 4명
- Disney Rapunzel's Tangled Adventure - Alan Bodner 외 4명
- Mao Mao: Heroes of Pure Heart - Khang Le 외 4명
- The Adventures of Rocky and Bullwinkle - Chris Mitchell 외 4명

### 장편 애니메이션: 미술상
- 클라우스 - Szymon Biernacki 외 1명 수상
- 스노우몬스터 - 맥스 보스 외 4명
- 드래곤 길들이기 3 - 피에르-올리비에 빈센트 외 4명
- 잃어버린 세계를 찾아서 - 넬슨 로리 외 2명
- 아담스 패밀리 - Patricia Atchison 외 3명

### TV 애니메이션: 스토리보딩상
- Carmen Sandiego - Kenny Park 수상
- Carole & Tuesday - Shinichiro Watanabe
- Love, Death & Robots - Owen Sullivan
- Snoopy in Space - Riccardo Durante
- Zog - Max Lang

### 장편 애니메이션: 스토리보딩상
- 클라우스 - 서지오 파블로스 수상
- 내 몸이 사라졌다 - Julien Bisaro
- 내 몸이 사라졌다 - 제레미 클라핀
- 잃어버린 세계를 찾아서 - JKulian Narino
- 잃어버린 세계를 찾아서 - Oliver Thomas

### TV 애니메이션: 성우상
- Bob's Burgers - H. Jon Benjamin 수상
- Big City Greens - Marieve Herington
- Steven Universe - Sarah Stiles
- Tigtone - Debi Derryberry
- Tuca & Bertie - Ali Wong

### 장편 애니메이션: 성우상
- 겨울왕국 2 - 조시 게드 수상
- 스노우몬스터 - 텐징 노게이 트레이너
- Invader Zim: Enter the Florpus - Richard Horvitz
- 마이펫의 이중생활2 - 제니 슬레이트
- 토이 스토리 4 - 토니 헤일

### TV 애니메이션: 각본상
- Tuca & Bertie - Shauna McGarry 수상
- Apple & Onion - George Gendi 외 4명
- BoJack Horseman - Alison Tafel
- Pinky Malinky - Sheela Shrinivas 외 2명
- Xavier Riddle and the Secret Museum - Meghan Read

### 장편 애니메이션: 각본상
- 내 몸이 사라졌다 - 제레미 클라핀 외 1명 수상
- 겨울왕국 2 - 제니퍼 리
- 드래곤 길들이기 3 - 딘 데블로이스
- 토이 스토리 4 - 앤드류 스탠튼 외 1명
- 날씨의 아이 - 신카이 마코토 외 1명

### TV 애니메이션: 편집상
- Love, Death & Robots - Bo Juhl 외 2명 수상
- Big Hero 6: The Series - Dao Le 외 3명
- DC Super Hero Girls - Torien Blackwolf
- Disney Mickey Mouse - Tony Molina
- Green Eggs and Ham - Margaret Hou

### 장편 애니메이션: 편집상
- 클라우스 - Pablo Garcia Revert 수상
- 드래곤 길들이기 3 - 존 K. 카 외 2명
- 잃어버린 세계를 찾아서 - 스티븐 퍼킨스
- 마이펫의 이중생활2 - 티파니 힐커츠
- 토이 스토리 4 - 악셀 게디스 외 2명